# عبدالله مطلق العنزی
عبدالله مطلق العنزی (انگلیسی: Abdullah Al-Enezi؛ زادهٔ ۲۰ سپتامبر ۱۹۹۰) یک ورزشکار اهل عربستان سعودی است.
از باشگاه‌هایی که در آن بازی کرده‌است می‌توان به باشگاه فوتبال النصر عربستان سعودی و تیم ملی فوتبال عربستان سعودی اشاره کرد.
وی همچنین در تیم ملی فوتبال عربستان سعودی بازی کرده‌است.